# Марин (окръг)
Вижте пояснителната страница за други значения на Марин.
Марин (на английски: Marin) е окръг в Калифорния, САЩ. Окръжният му център е град Сан Рафаел.

## География
Окръг Марин е с обща площ от 2145 км2.

## Население
Населението на окръг Марин е 247 289 души (2000). 94 души са отбелязали, че са от български произход на последното преброяване (2000).

## История
Марин е един от основополагащите окръзи на Калифорния – основан e през 1850 г., когато Калифорния е приета за щат на САЩ.

## Градове
- Белведере
- Болинас
- Корте Мадера
- Феърфакс
- Кентфилд
- Лагунитас-Форест Нолс
- Марин Сити
- Мил Вали
- Новато
- Рос
- Сан Рафаел
- Сосалито
- Стинсън Бийч
- Тибурон
- Томалес
- Удейкър

## Градчета
- Сан Анселмо